# Latini
     Ligures
     Veneti
     Etrusci
     Piceni
     Umbriani
     Latini
     Osci
     Samniți
     Messapii
     Greci

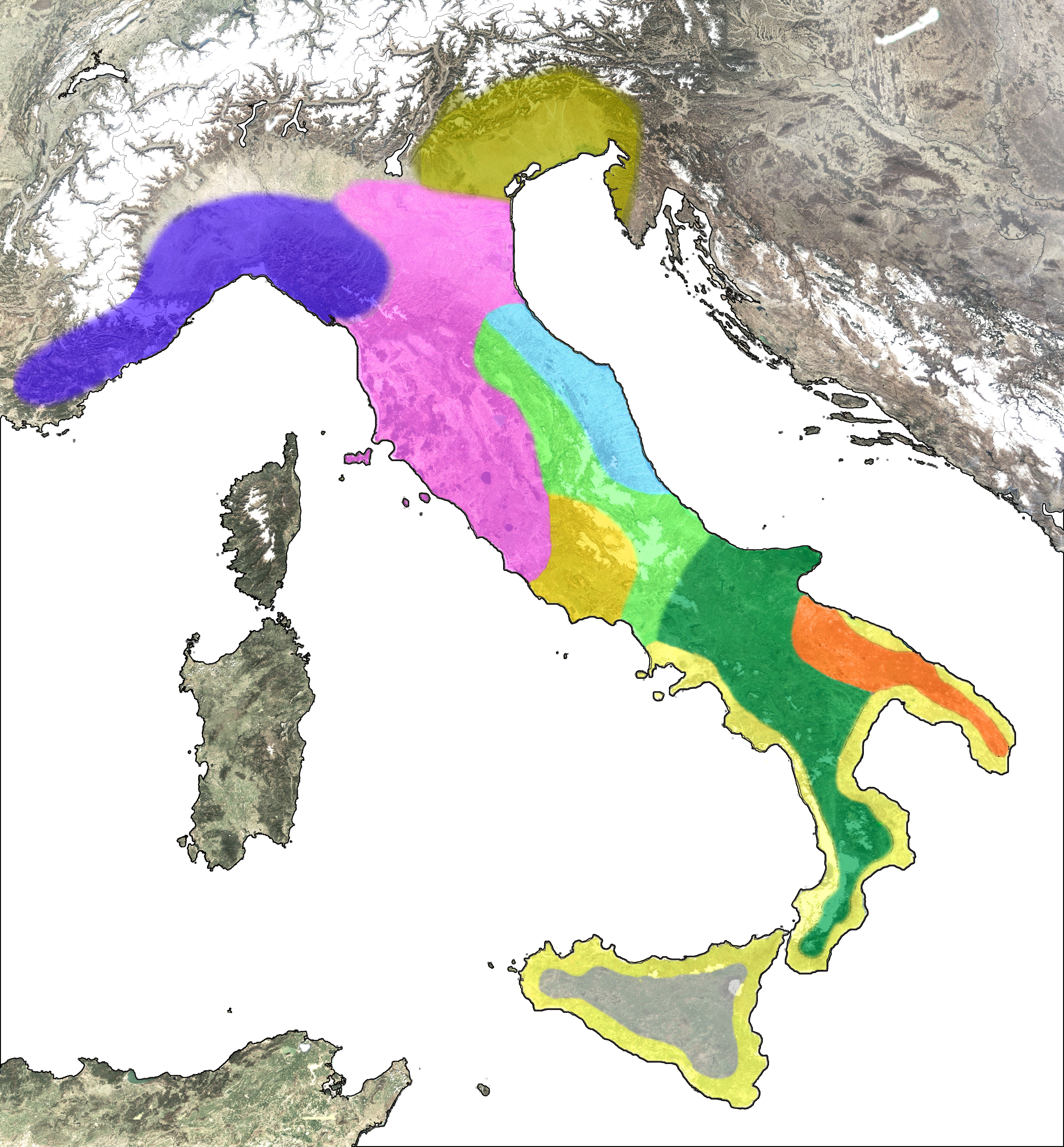
Grupuri în cadrul peninsulei italice.
Ligures
Veneti
Etrusci
Piceni
Umbriani
Latini
Osci
Samniți
Messapii
Greci

Latinii erau o populație italică antică din Latium Vetus (Vechiul Latium), care a migrat în această regiune în secolele al VIII-lea sau al IX-lea î.Hr. din nord. Deși locuiau în orașe-state independente, latinii aveau aceeași limbă (latina), aceeași religie și un puternic simț al înrudirii exprimat prin mitul că toți erau descendenții lui Latinus, socrul lui Aeneas. Latinus era venerat asemenea lui Jupiter Latiaris pe Mons Albanus (Monte Cavo) într-un festival anual la care luau parte toți latinii, inclusiv romanii. Ambițiile teritoriale romane au provocat unirea celorlalți latini împotriva sa (341 î.Hr.), însă în cele din urmă victoria a aparținut Romei (338 î.Hr.). În consecință, unele dintre statele latine au fost încorporate în statul roman, iar locuitorii lor au devenit cetățeni romani cu drepturi depline. Alții au devenit aliați ai Romei, bucurându-se de anumite privilegii. Treptat, odată cu răspândirea puterii Romei în Italia, 'latin' a încetat să denumească o etnie, devenind un termen legal.